# Hirunandesu!
 (novembre 2024).
 (novembre 2024).
Hirunandesu! (ヒルナンデス!) est une émission de télévision japonaise qui passe du lundi au vendredi à midi. Cette émission donne des informations profitables, intéressantes et pratiques sur les gourmandises, la mode, les endroits populaires.

## Les sections de l'émission[1]

### Des achats avec trois couleurs (三色ショッピング)
Sansyoku shopping (三色ショッピング) (Des achats avec trois couleurs) est un jeu qui est limité dans le temps, le budget et la couleur. Ce projet couronne une bonne acheteuse qui remplit les trois limites et qui est prompte à faire des achats dans des magasins variés.

### Le jeu d'assortiment bon marché (格安コーデバトル)
Kakuyasu kode batoru (格安コーデバトル) (Le jeu d’assortiment bon marché) est un jeu d’achat sur le thème de la mode coordonnée, avec une limite de temps et une limite d’argent. Deux artistes font des achats avec deux mannequins qui métamorphosent les apparences des deux artistes, et elles rivalisent au sujet de leur apparence.

### Chercher la mode à Tokyo (東京オシャレ探し)
Tokyo oshare sagashi (東京オシャレ探し) (Chercher la mode à Tokyo) est un jeu où les participantes désignent l’article qui se vend le plus dans chaque magasin. La personne qui donne le plus de bonnes réponses gagne.

### Autres
Il y a beaucoup de sections de jeux sur la mode, par exemple, celui où on décèle l’article le plus populaire dans un magasin (マストアイテム/Must item), etc. Il y a les sections dans lesquelles les participants de chaque jour présentent où ils font du tourisme dans des endroits populaires ; Joy voyage avec le bus en jouant au trictrac  (Joy の路線バスすごろく旅/Joy no rosenbasu sugoroku tabi), etc.
De temps en temps, on diffuse la section La reine de la recette (レシピの女王/Reshipi no joou). Des femmes ordinaires présentent leurs plats, et on décide la reine qui cuisine le mieux.

## Les participants
Il y a deux présentateurs et les participants de chaque jour.

### Présentateurs
Les présentateurs sont Kiyotaka Nanbara (en) (南原清隆) et Asami Miura (水ト麻美).

### Les participants
Il y a des participants différents chaque jour ; celui du lundi est Shōzō Endō (遠藤章造), celui du mardi est Ken Watabe (渡部建), celui du mercredi est Takeshi Tsuruno (en) (つるの剛士), ceux du jeudi sont Yu Yokoyama (横山裕) et Shingo Murakami (村上信五) et celle du vendredi est Masami Hisamoto (en) (久本雅美).

## Les mascottes
Deux mascottes existent : un chat rosé s’appelle Ferunandesu kun (フェルナンデスくん), un chien orange s’appelle Firu Andesu kun (フィル・アンデスくん). Ils apparaissent en extérieurs, en vidéos et pour la météo dans cette émission. Lors de la section principale de Ferunandesu kun, il présente des informations pratiques comme une poupée.

## Les produits dérivés
Les produits de Ferunandesukun sont vendus. Il y a sa poupée, son aimant, sa grande tasse et son calendrier, et on peut les acheter sur le site officiel d’internet. En plus, les produits de la collaboration avec d’autres mascottes sont vendus ; par exemple, la collaboration avec My Melody qui fait partie de l’entreprise de Sanrio (サンリオ).